# St. Peter und Paul (Allach)

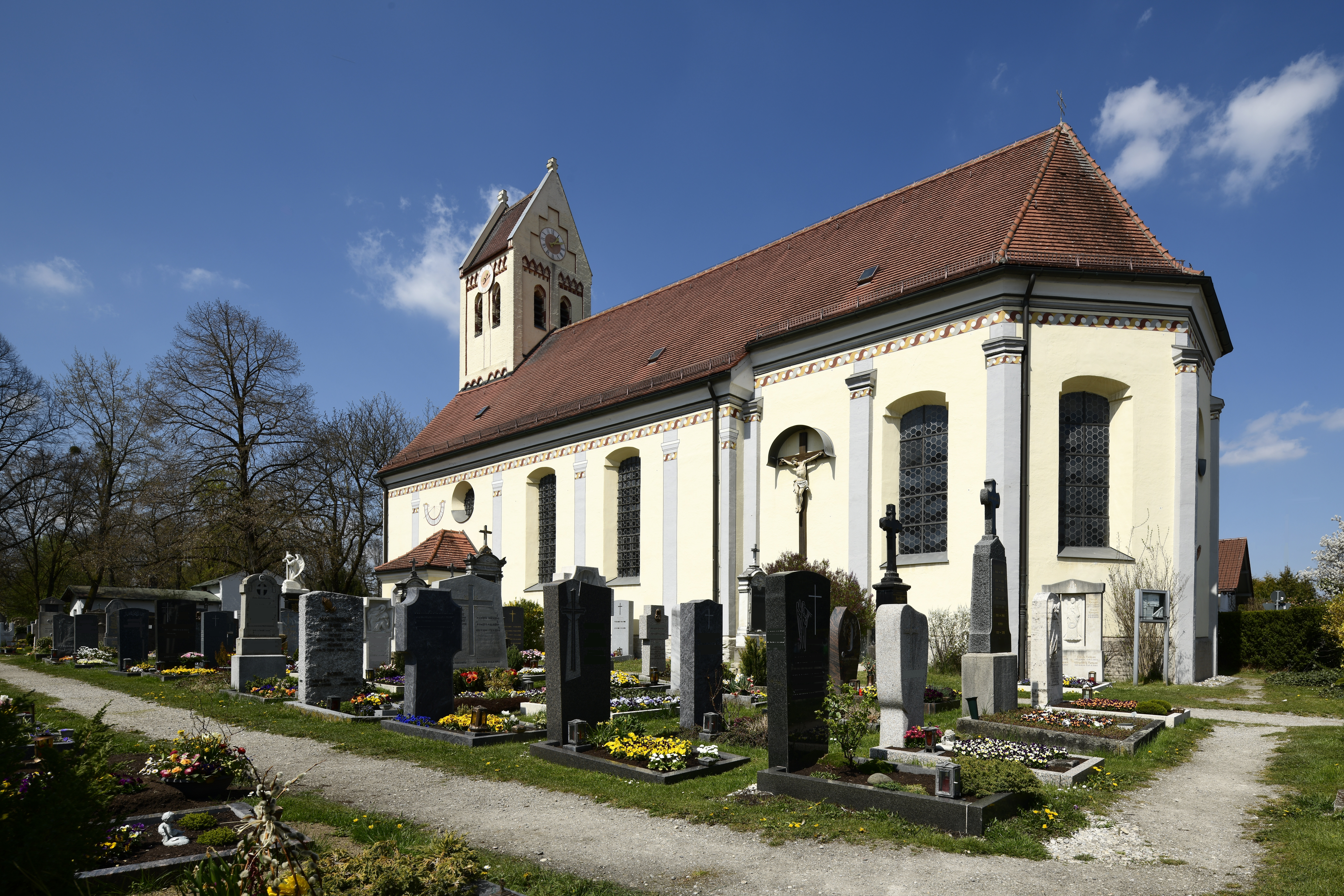
Seitenansicht der Pfarrkirche. Zustand 2021.

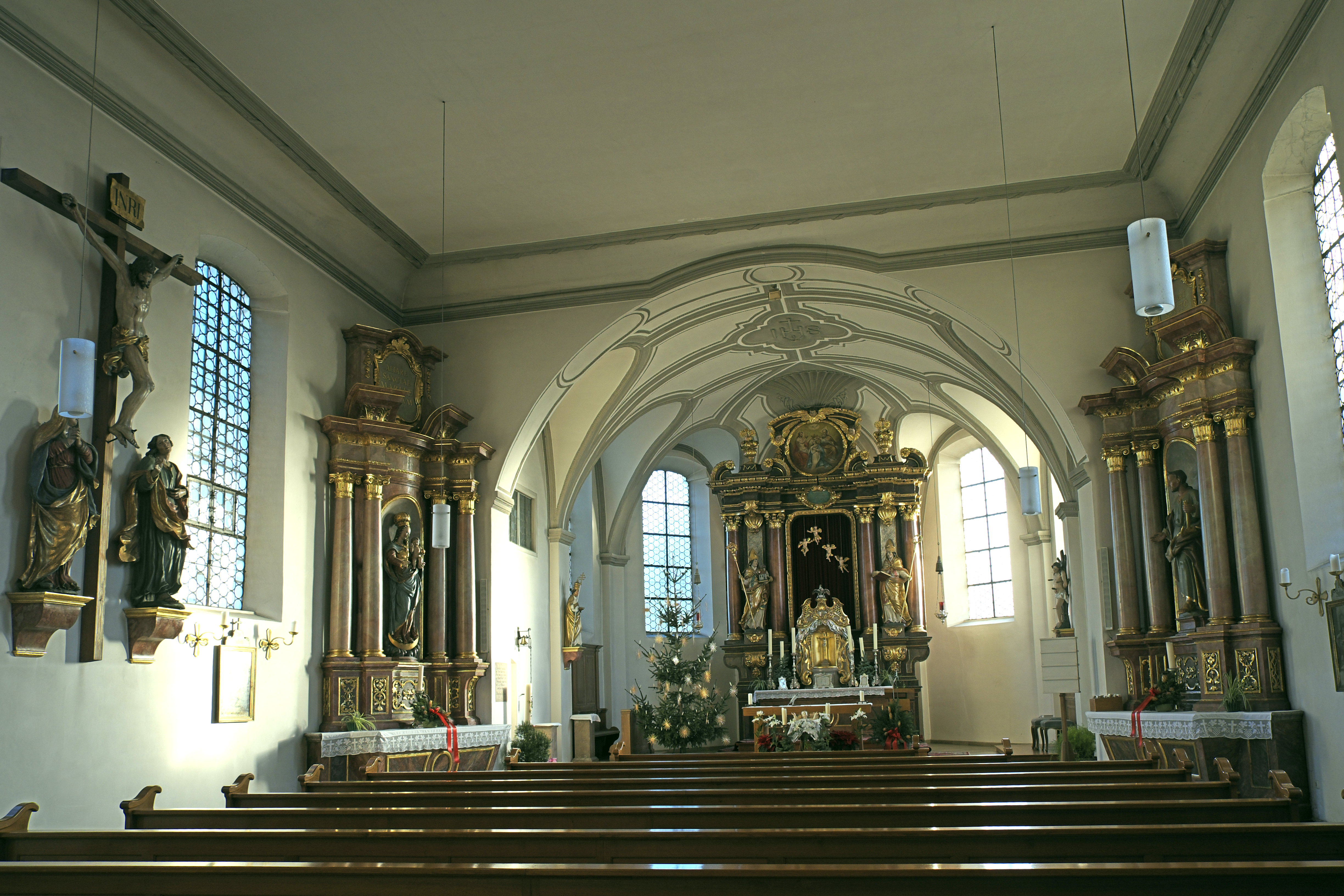
Innenansicht

Die Paul ist ein denkmalgeschütztes Kirchengebäude in Allach, im Stadtbezirk 23 Allach-Untermenzing in München. Der Bau steht östlich der Würm an der Eversbuschstraße 195. Die Kirchengemeinde gehört zur Pfarreiengemeinschaft Allach/Untermenzing im Erzbistum München und Freising.

## Geschichte
Ein ehemals einschiffiger Bau mit Rundapsis aus der Zeit um 800 wurde bei Sanierungsarbeiten im Jahr 1962 entdeckt. Die Kirche wurde im Laufe der Zeit mehrfach erweitert. 1315 wurde das Gebäude nach Osten verlängert und der Turm an der Südwestseite mit Bogenfriesen erweitert. Um 1500 erfolgte die spätgotische Umgestaltung. 
Die barocke Ausstattung stammt aus einer Erweiterung um 1700, die im September 1708 geweiht wurde. Die Kreuzigungsgruppe an der Nordseite stammt aus der 1795 abgerissenen Wallfahrtskirche Heilig Kreuz. Von 1914 bis 1955 diente die Kirche als Pfarrkirche, seitdem ist sie eine Filialkirche der Pfarrkirche Maria Himmelfahrt.
Die Orgel wurde 1984 von der Firma Späth gebaut.